# Brémontier-Merval
Brémontier-Merval település Franciaországban, Seine-Maritime megyében. Lakosainak száma 430 fő (2022. január 1.). Brémontier-Merval Beauvoir-en-Lyons, Cuy-Saint-Fiacre, Dampierre-en-Bray, Elbeuf-en-Bray, Hodeng-Hodenger és Ménerval községekkel határos.

## Népesség
A település népességének változása:
| Lakosok száma | 475  | 473  | 585  | 459  | 457  | 454  | 447  | 445  | 430  |
|               | 2013 | 2015 | 2016 | 2017 | 2018 | 2019 | 2020 | 2021 | 2022 |